# Phrixothrix staphylinoides
Phrixothrix staphylinoides är en skalbaggsart som beskrevs av Wittmer 1963. Phrixothrix staphylinoides ingår i släktet Phrixothrix och familjen Phengodidae. Inga underarter finns listade i Catalogue of Life.